# U–194
Az U–194 tengeralattjárót a német haditengerészet rendelte a brémai AG Wessertől 1940. november 4-én. A hajót 1943. január 8-án vették hadrendbe. Egy harci küldetése volt, hajót nem süllyesztett el.

## Pályafutása
Az U–194 első és egyetlen járőrútjára 1943. június 12-én futott ki Kielből, Hermann Hesse kapitány irányításával. Június 24-én az Atlanti-óceánon, Izlandtól délnyugatra egy kanadai harci gép felfedezte, és torpedóval elsüllyesztette. A teljes legénység, 54 ember hősi halált halt.

## Kapitány
| Név           | Kezdőnap        | Zárónap          |
| ------------- | --------------- | ---------------- |
| Hermann Hesse | 1943. január 8. | 1943. június 24. |

## Őrjárat
| Indulás | Indulónap        | Érkezés | Zárónap          |
| ------- | ---------------- | ------- | ---------------- |
| Kiel    | 1943. június 12. | *       | 1943. június 24. |

* A tengeralattjáró nem érte el úti célját, eltűnt